# Epirinus bentoi
Epirinus bentoi là một loài bọ cánh cứng trong họ Bọ hung (Scarabaeidae).